# BeOS file system
Pour les articles homonymes, voir BFS.
Le BeOS File System (BFS) est le nom du système de fichiers utilisé par le système d'exploitation BeOS.

## Histoire
Il a existé deux versions de BFS développées par Be Incorporated. La première version a été écrite par Benoit Schillings, elle fournissait un support des métadonnées et utilisait certaines caractéristiques des bases de données relationnelles pour la recherche de fichiers.
À la suite du portage de BeOS sur PowerPC, il a été décidé du développement d'un nouveau système de fichiers, BFS (l'ancien BFS a alors été renommé OFS, pour Old Be File System).
Le développement de ce nouveau BFS a été réalisé en 1996 par Dominic Giampaolo et Cyril Meurillon pour donner à BeOS un système de fichiers moderne, 64-bits et journalisé. Le nouveau BFS a été utilisé pour la première fois par la version R3 de BeOS.
En 1999, Dominic Giampaolo a écrit un livre, Practical File System Design with the Be File System expliquant le fonctionnement et l'implémentation du BFS. N'étant plus édité, le livre est aujourd'hui disponible gratuitement au format PDF.
Une implémentation libre, OpenBFS, a été réalisée pour le projet Haiku. SkyFS, le système de fichiers de SkyOS est un fork d'OpenBFS.
Depuis, Microsoft et Apple (Dominic Giampaolo travaille pour Apple) ont, ou sont sur le point d'intégrer plusieurs caractéristiques de BFS à leurs systèmes de fichiers respectifs. Il s'agit principalement des caractéristiques de base de données relationnelle, qui permet notamment la création de « dossier virtuel » (des dossiers contenant le résultat d'une requête de recherche).

## Caractéristiques
BFS était très en avance sur son temps et offrait des fonctionnalités que peu de systèmes de fichiers avaient et encore moins tous en même temps.
BFS est un système de fichiers reprenant les caractéristiques d'OFS, mais en y ajoutant :
- une journalisation, c’est-à-dire un système empêchant la perte d'information si l'unité de stockage venait à être arrêtée lors d'une opération d'écriture
- l'adressage 64-bits, permettant de gérer des fichiers et des volumes de très grandes tailles

Bien qu'elles puissent être utilisées sur n'importe quel type de support de stockage (disquettes, disques dur ou encore CD/DVD), les unités de stockage de petites capacités ne sont pas recommandées, car les en-têtes de BFS peuvent prendre de 600 Ko à 2 Mo.